# Tatiana Markus
Tatiana Markus (en ukrainien : Тетяна Маркус) est une résistante ukrainienne née le 21 septembre 1921 à Romny et morte le 29 janvier 1943 à Kiev.
Elle fait partie des Héros d'Ukraine.

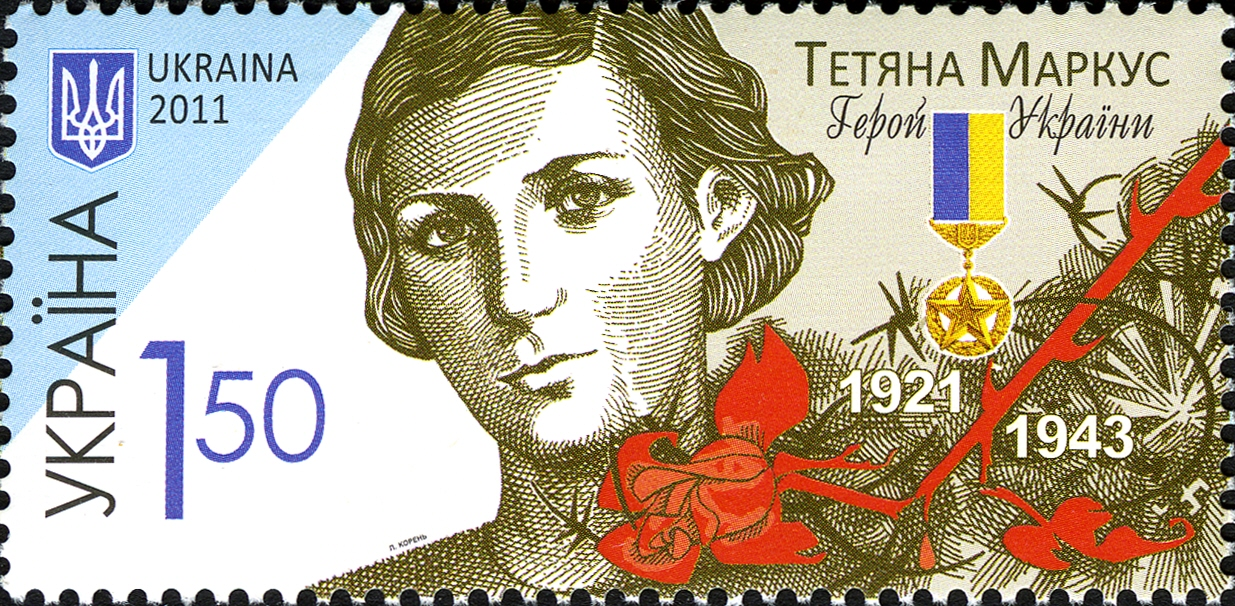
Un timbre de 2011 honorant Tatiana Markus.